# 伯斯林根
伯斯林根是德国巴登-符腾堡州的一个市镇。总面积6.29平方公里，总人口174人，其中男性90人，女性84人（2011年12月31日），人口密度28人/平方公里。